# 廣州音字典
廣州音字典(ISBN 9787218000503)是一本廣州話註音字典，由語言學家饒秉才編著，修訂版由歐陽覺亞代為修訂，廣東人民出版社出版，1983年5月第一版，2003年9月修訂第二版，2007年9月第三版。
本該書在每個字後以普通話拼音、注音符號及按廣州話拼音方案拼寫的廣州話拼音標音，除了記錄日常漢語的字義外，還收錄廣州以至周邊地區的廣州話詞語與發音，以及香港常見的廣州話方言字等。